# ذي نعوم (السياني)

تعديل مصدري - تعديل

ذي نعوم هي إحدى قرى عزلة النقيلين بمديرية السياني التابعة لمحافظة إب، بلغ تعداد سكانها 2500 نسمة حسب تعداد اليمن لعام 2024.
عدل القريه الأستاذ/ عادل ذمران